# سمك المياه العذبة

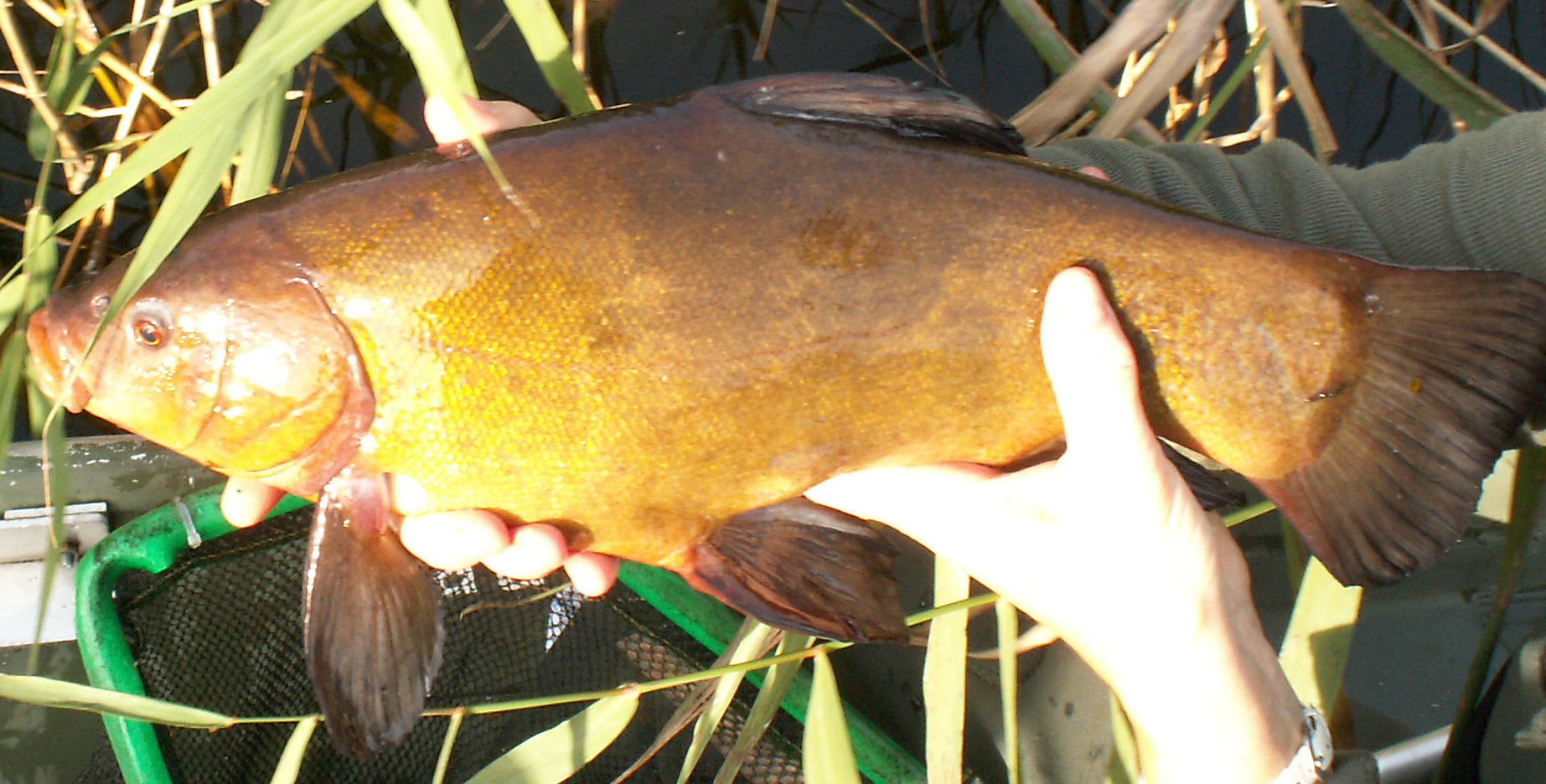
كمه مبذولة هي سمكة مياه عذبة شائعة في جميع أنحاء أوراسيا المعتدلة

سمك المياه العذبة هي تلك التي تقضي بعض أو كل حياتها في المياه العذبة، مثل الأنهار والبحيرات ، والتي تقل ملوحتها عن 1.05%. وتختلف هذه البيئات عن الظروف البحرية في عدة جوانب، خاصة الاختلاف في مستويات الملوحة. يحتاج هذا السمك إلى مجموعة من التكيفات العضوية للبقاء على قيد الحياة في المياه العذبة.
41.24% من جميع أنواع السمك المعروفة توجد في المياه العذبة. ويرجع ذلك في المقام الأول إلى الانتواع السريع الذي تتيحه الموائل المتناثرة. عند التعامل مع البرك والبحيرات، يمكن للمرء استخدام نفس النماذج الأساسية للتنوع كما هو الحال عند دراسة الجغرافيا الحيوية للجزيرة .